# Eve in Exile
Eve in Exile er en amerikansk stumfilm fra 1919 af Burton George.

## Medvirkende
- Charlotte Walker som Eve Ricardo
- Tom Santschi som John Sheen
- Wheeler Oakman som Paul Armitage
- Melbourne MacDowell som George Armitage
- Violet Palmer som Mrs. Nina Carey